# 昆山市中医医院
昆山市中医医院、原昆山市中医院，是中国江苏省的一所医院，为三级乙等医院，位于昆山市朝阳路189号。

## 规模
1985年1月创建，医院占地面积42亩、建设面6.5万平方米。1994年，定为二级甲等中医医院。2010年1月19日，国家中医药管理局确定为“全国中医医院信息化示范单位”。